# Eliza Cummings
Eliza Cummings (25 de enero de 1991) es una modelo inglesa. 

## Vida y carrera
Nació en Portsmouth pero creció en Battersea. Dejó el colegio a los 15 años debido al bullying y firmó con la agencia Select Model Management. Al principio usaba el nombre de Eliza Presley. Su carrera despegó al instante.
Cummings ha aparecido en la portada de Dazed & Confused, i-D, Sunday Times Style Magazine y Vogue Italia y ha figurado en editoriales de Dazed & Confused, i-D, Interview, Sunday Times Style Magazine, V, Vogue, Vogue Italia, Vogue Japón, Vogue Reino Unido y W. Ha modelado en campañas para Balenciaga, Calvin Klein, Coach, Costume National, Juicy Couture, Paul Smith, River Island, Top Shop, Vivienne Westwood u Uniqlo. Cummings protagonizó un comercial para Yves Saint Laurent con Vincent Cassel. Ha desfilado para Anna Sui, Custo Barcelona, DKNY, Lanvin, H & M, Katie Grand Loves Hogan, Jeremy Scott, Loewe, Louis Vuitton, Marc Jacobs, Mark Fast, Oscar de la Renta, Rag & bone, Rodarte y Vivienne Westwood.